# París-Roubaix 1973
La París-Roubaix 1973 fou la 71a edició de la París-Roubaix. La cursa es disputà el 15 d'abril de 1973 i fou guanyada pel belga Eddy Merckx, que s'imposà en solitari, en l'arribada a Roubaix a Walter Godefroot i Roger Rosiers. Aquesta fou la tercera i darrera victòria de Merckx en aquesta cursa, després de les aconseguides el 1968 i 1970.

## Classificació final
|    | Ciclista            | Equip                      | Temps      |
| -- | ------------------- | -------------------------- | ---------- |
| 1  | Eddy Merckx         | Molteni                    | 7h 28' 43" |
| 2  | Walter Godefroot    | Flandria-Shimano-Carpenter | + 2' 20"   |
| 3  | Roger Rosiers       | Bic                        | m. t.      |
| 4  | Walter Planckaert   | Watney-Maes                | + 7' 18"   |
| 5  | Freddy Maertens     | Flandria-Shimano-Carpenter | m. t.      |
| 6  | Frans Verbeeck      | Watney-Maes                | + 7' 46"   |
| 7  | Roger de Vlaeminck  | Brooklyn                   | m. t.      |
| 8  | Herman van Springel | Rokado                     | m. t.      |
| 9  | Régis Delépine      | Gan-Mercier-Hutchinson     | + 11' 53"  |
| 10 | Raymond Poulidor    | Gan-Mercier-Hutchinson     | m. t.      |